# 9308 Randyrose
A 9308 Randyrose (ideiglenes jelöléssel 1987 SD4) a Naprendszer kisbolygóövében található aszteroida. Edward L. G. Bowell fedezte fel 1987. szeptember 21-én.